# Hofanlage Rehr 4

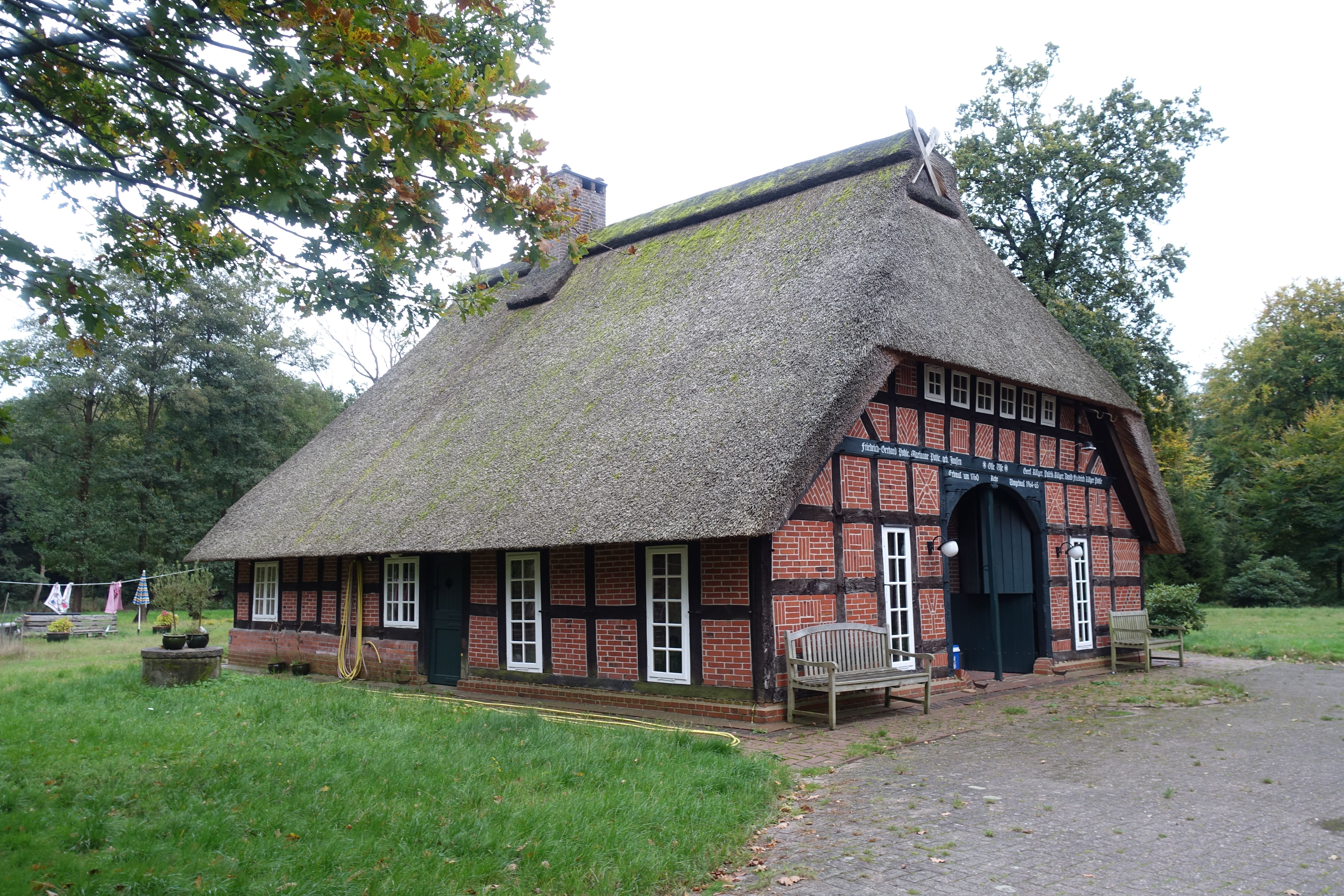
Häuslingshaus, Nord- und Westfassade (2022)

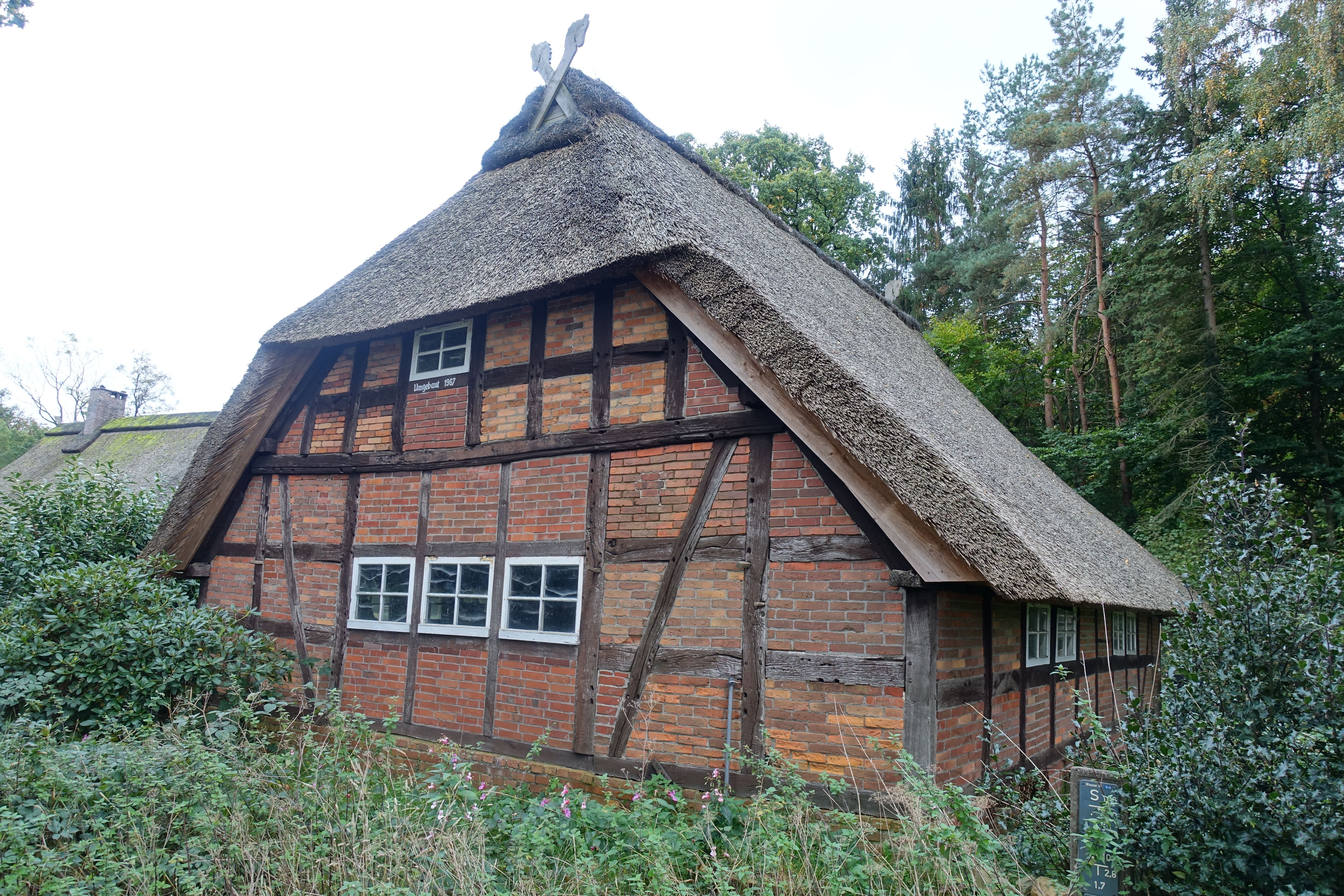
Schafstall, Nord- und Westfassade (2022)

Die Hofanlage Rehr 4 in der niedersächsischen Gemeinde Helvesiek wurde am Anfang des 19. und 20. Jahrhunderts gebaut. Aktuell (2025) wird sie zum Wohnen genutzt.
Die Gebäude stehen unter Denkmalschutz (siehe auch Liste der Baudenkmale in Helvesiek).

## Geschichte und Beschreibung
Helvesiek wurde um 1250 erstmals erwähnt. Es gehört zur heutigen Samtgemeinde Fintel im Landkreis Rotenburg (Wümme).
Die Hofanlage mit dem früheren Häuslingshaus nördlich des Hofes Rehr 1, zu dem es gehörte, besteht aus
- dem eingeschossigen traufständigen kleineren Wohn- und Wirtschaftsgebäude von um 1760 (Inschrift) als Zweiständer-Hallenhaus in Fachwerk mit gestalteten Steinausfachungen, reetgedecktem Krüppelwalmdach, Niedersachsengiebel mit Uhlenloch, Pferdeköpfen und Grooter Door mit Rundbogen; das Gefüge ist unverändert erhalten, Umbauten fanden 1964/65 (Inschrift) statt, und die Lehmausfachung wurde 1965 durch Backsteine ersetzt,[2]
- dem eingeschossigen giebelständigen Schafstall aus der ersten Hälfte des 19. Jahrhunderts in Fachwerk mit Steinausfachungen, reetgedecktem Krüppelwalmdach mit Uhlenloch und Pferdeköpfen sowie Tor mit geradem Abschluss.[3]

Das Landesdenkmalamt befand u. a.: „… ein regionstypisches Hallenhaus der zweiten Hälfte des 18. Jahrhunderts in Zweiständerkonstruktion ….“